# Механічний млин Миколаївського артилерійського училища

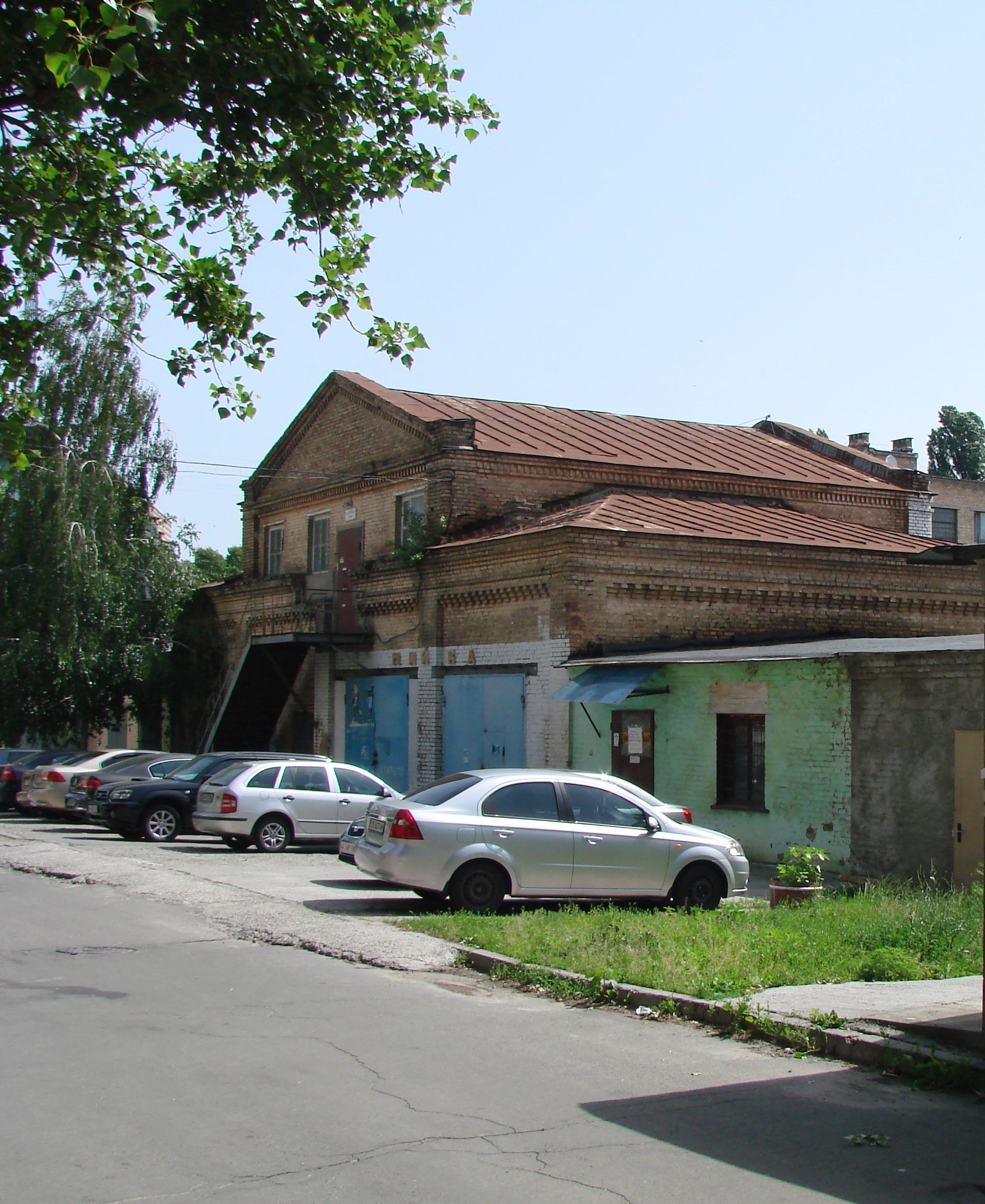
Млин Миколаївського артилерійського училища (Повітрофлотський проспект, 28)

Механічний млин Миколаївського артилерійського училища — колишнє борошномельне підприємство, що існувало в Києві.

## Історія підприємства
Млин споруджено протягом 1914—1917 років у складі комплексу Миколаївського артилерійського училища для обслуговування його потреб. У радянський час споруда припинила функціонування як млин. Нині у споруді — пункт технічного обслуговування автомобілів.

## Споруда
Споруда колишнього механічного млина Миколаївського артилерійського училища є останньою за часом млинарською спорудою Києва, зведеною у дорадянську епоху. Будівля цегляна, у плані майже квадратна. Бічні частини споруди одноповерхові, середня — двоповерхова.
Є невід'ємною складовою комплексу споруд колишнього Миколаївського артилерійського училища.